# Nicole Appleton
Nicole Marie Appleton (Hamilton, 7 dicembre 1974) è una cantante, conduttrice televisiva e attrice canadese, membro delle All Saints.

## Biografia
Nicole Appleton è nata ad Hamilton, nell'Ontario, da madre inglese e padre ebreo canadese. Cresciuta tra Toronto, New York e Londra, è l'ultima di quattro sorelle: Lori, Lee e Natalie.
Nel 1983 entrò nella Sylvia Young Theatre School, dove conobbe Melanie Blatt; le due diventarono ben presto grandi amiche. Nel 1995 Nicole e sua sorella Natalie si unirono a Melanie e Shaznay Lewis dando vita alla band delle All Saints. Il gruppo raggiunse un enorme successo ma si sciolse nel 2001.
Il 7 dicembre del 1997 Nicole conobbe Robbie Williams sul set di Top of the Pops. I due ebbero una relazione e presto si fidanzarono. Le cose si complicarono quando Nicole rimase incinta, benché Robbie fosse contento di diventare padre la London Records, la sua casa discografica, la obbligò ad abortire.
Tale affermazione tuttavia è fermamente negata dalla casa discografica.
Nel 2000 Nicole iniziò a frequentare Liam Gallagher, frontman degli Oasis. I due hanno un figlio, Gene, nato il 3 luglio 2001. Liam le ha dedicato la canzone Songbird, scritta già nel 2000 e pubblicata come singolo estratto dall'album Heathen Chemistry del 2002. La coppia si è sposata il 14 febbraio 2008 e ha divorziato l'8 aprile 2014.
Nel 2000 le sorelle Appleton sono apparse nel film Honest.
Nicole e Natalie hanno poi esordito in coppia con il nome Appleton, incidendo l'album Evrything's Eventual nel febbraio 2003. Nello stesso anno hanno girato un documentario sulla loro vita dal titolo Appleton on Appleton, mandato in onda dalla BBC.
Le All Saints sono tornate insieme nei primi mesi del 2006 e hanno registrato il loro terzo album, intitolato Studio 1. La band è tornata sulle scene nel 2016 con l'album Red Flag. Il testo del primo singolo estratto dal disco, One Strike, è ispirato alla fine della relazione tra Nicole e Liam Gallagher.
Dal 2007 ha condotto il programma televisivo The Hot Desk, in onda su ITV. Nel 2009 ha intervistato per il programma il marito Liam Gallagher. Nel 2011 ha condotto la prima stagione di Cover Me Canada, programma in onda su CBC Television.